# Мацурега (Верона)
Мацурега је насеље у Италији у округу Верона, региону Венето.
Према процени из 2011. у насељу је живело 298 становника. Насеље се налази на надморској висини од 476 м.